# Teilgewinnabführungsvertrag
Die Teilgewinnabführungsvertrag nach § 292 Abs. 1 Nr. 2 AktG ist ein Unternehmensvertrag, durch den sich eine Aktiengesellschaft oder Kommanditgesellschaft auf Aktien einen Teil ihres Gewinns oder den Gewinn einzelner ihrer Betriebe ganz oder zum Teil an einen anderen abzuführen verpflichtet. Eine Gewinngemeinschaft begründet immer eine Gesellschaft bürgerlichen Rechts. Häufig wird der Teilgewinnabführungsvertrags bei Stillen Gesellschaften gemäß §§ 230 ff. HGB abgeschlossen, da der Teilgewinnabführungsvertrag keine Unternehmeneigenschaft der anderen Partei und auch keinen abzuführenden Mindestbetrag voraussetzt.
Das Fehlen der Synchronisation von Leitungsfunktionen bei der Teilgewinnabführung schließt die Qualifizierung als Konzern in aller Regel aus. Eine Gewinnbeteiligung mit Mitgliedern von Vorstand und Aufsichtsrat oder mit einzelnen Arbeitnehmern der Gesellschaft sowie eine Abrede über eine Gewinnbeteiligung im Rahmen von Verträgen des gewöhnlichen Geschäftsverkehrs im Sinne des § 116 HGB oder Lizenzverträgen ist kein Teilgewinnabführungsvertrag.